# Pistolero (soldado)
Se llamaba pistolero al soldado de caballería armado de pistola.
Después del combate de Renty (1554) se pensó en Francia, armar con  pistolete "pistolet d'arçon" a varios soldados de caballería ligera. A fines del siglo XVI los pistoleros reemplazaron poco a poco a los lanceros.

En aquel entonces los pistoleros iban armados de todas piezas, llevando daga, espada y un par de pistolas. Los arcabuces y las pistolas funcionaban con llave de mecha y llave de rueda.

Desde principios del siglo XVII casi toda la caballería estaba equipada de este modo, excepto los arcabuceros o mosqueteros de a caballo y los guardias de la casa real y aún estos iban también armados de pistola.
Los pistoleros atacaban siempre al trote.